# Фред Фокс
Фред Фокс (англ. Fred Fox; 22 січня 1884, Свіндон, Вілтшир, Велика Британія — 1 грудня 1949, Лос-Анджелес, Каліфорнія, США) — англійський помічник режисера та кіноактор. Він знімався у 12 фільмах в період між 1943 і 1949 роками. В 1934 році Чарльз виграв премію «Оскар», як найкращий помічник режисера.

## Вибрана фільмографія
- 1949: Привабливий обман / The Lovable Cheat
- 1948: Поцілунками витри кров з моїх рук / Kiss the Blood off My Hands
- 1948: Коло / The Circle
- 1948: Знайти червону відьму / Wake of the Red Witch
- 1947: Буффало Білл знову їде / Buffalo Bill Rides Again
- 1944: Небесні дні / Heavenly Days
- 1943: Уряд дівчат / Government Girl